# Liste des châteaux de la Haute-Garonne
Cet article recense de manière non exhaustive les châteaux (de défense ou d'agrément), maisons fortes, mottes castrales, situés dans le département français de la Haute-Garonne. Il est fait état des inscriptions et classements au titre des monuments historiques.

## Liste
| Icône            | Signification    | Abréviations             | Abréviations                  | Abréviations             | Abréviations           |
| ---------------- | ---------------- | ------------------------ | ----------------------------- | ------------------------ | ---------------------- |
| Château fort     | Château fort     | = Bastide                | = Ferme fortifiée             | = Maison forte           | = (Néo-)Palladianisme  |
| Renaissance      | Renaissance      | = Château gascon         | = Folie (montpelliéraine)     | = Manoir, Gentilhommière | = Résidence épiscopale |
| Domaine viticole | Domaine viticole | = Classicisme, classique | = Forteresse, fort(ification) | = Maison (noble)         | = Style Beaux-Arts     |
| Palais           | Palais           | = Commanderie            | = Gothique (flamboyant)       | = Néo-baroque            | = Style Second Empire  |
| Ruine ou disparu | Ruine, disparu   | = Château pinardier      | = Hôtel particulier           | = Néo-classique          | = Style italianisant   |
|                  |                  | = Demeure seigneuriale   | ... = Style Louis XII...XVI   | = Néo-gothique           | = Style troubadour     |
|                  |                  | = Éclectisme             | = Logis (seigneurial)         | = Néo-Renaissance        | = Villa (de Nice)      |
| Baroque, rococo  | Baroque, rococo  | = Édifice religieux      | = Motte castrale/féodale      | = Pavillon de chasse     | = Styles du XXe siècle |

| Type                                                                  | Château                                                         | Commune                          | Protection                                                                         | Notes                                                  | Coordonnées                 | Illustration          |
| --------------------------------------------------------------------- | --------------------------------------------------------------- | -------------------------------- | ---------------------------------------------------------------------------------- | ------------------------------------------------------ | --------------------------- | --------------------- |
| Demeure seigneuriale · Classicisme, classique                         | Château d'Aigrefeuille                                          | Aigrefeuille                     |                                                                                    | Moyen Âge, XVIIIe siècle                               | 43° 34′ 08″ N, 1° 35′ 19″ E |                       |
| Palais · Gothique (flamboyant) · Résidence épiscopale                 | Palais épiscopal d'Alan (Palais des évêques du Comminges)       | Alan                             | Classé MH (1912) · Notice no PA00094260                                            | XVe siècle                                             | 43° 13′ 48″ N, 0° 56′ 24″ E |                       |
| Classicisme, classique                                                | Château d'Alliez                                                | Cornebarrieu                     |                                                                                    | Clinique des Cèdres                                    | 43° 39′ 41″ N, 1° 18′ 46″ E |                       |
| Classicisme, classique                                                | Château de l'Armurier                                           | Colomiers                        |                                                                                    | XVIIe siècle                                           | 43° 35′ 59″ N, 1° 20′ 39″ E |                       |
| Château fort · Ruine ou disparu                                       | Château d'Aurignac                                              | Aurignac                         | Inscrit MH (1979) · Notice no PA00094266                                           | XIIIe siècle                                           | 43° 13′ 11″ N, 0° 52′ 48″ E |                       |
| Renaissance                                                           | Château d'Auzielle                                              | Auzielle                         | « Photo », notice no AP22K003486                                                   | XVe et XVIe siècles                                    | 43° 32′ 22″ N, 1° 33′ 35″ E |                       |
| Manoir, gentilhommière                                                | Château d'Azas                                                  | Azas                             |                                                                                    | Fin de chemin Castelfort                               | 43° 43′ 38″ N, 1° 40′ 18″ E |                       |
| Château fort · Néo-classique                                          | Château Bertier (Château des Confluences, Château de Pinsaguel) | Pinsaguel                        | Inscrit MH (1941) · Notice no PA00094420 · Notice no IA31010016                    | XIIIe et XIVe siècles, XVIIIe siècle                   | 43° 30′ 42″ N, 1° 23′ 47″ E |                       |
| Classicisme, classique                                                | Château de Bonrepos                                             | Bonrepos-Riquet                  | Classé MH (2008) · Notice no PA31000036 · Notice no IA31010008                     | XVIIe siècle                                           | 43° 40′ 34″ N, 1° 37′ 33″ E |                       |
| Château fort · Ruine ou disparu                                       | Château de Boussan                                              | Boussan                          | Inscrit MH (1926) · Notice no PA00094296                                           | XIIIe siècle                                           | 43° 14′ 26″ N, 0° 53′ 25″ E |                       |
| Château fort · Renaissance                                            | Château de Brax                                                 | Brax                             | Inscrit MH (1946) · Notice no PA00094297                                           | XIIIe siècle, XVIe et XVIIIe siècles                   | 43° 37′ 03″ N, 1° 14′ 28″ E |                       |
|                                                                       | Château du Cabirol                                              | Colomiers                        |                                                                                    |                                                        |                             |                       |
| Classicisme, classique                                                | Château de Cadeilhac                                            | Muret                            | Inscrit MH (2004) · Notice no PA31000062                                           | XVIIIe siècle                                          | 43° 26′ 05″ N, 1° 19′ 11″ E |                       |
|                                                                       | Château de Calmont                                              | Calmont                          |                                                                                    |                                                        |                             |                       |
| Maison forte · Style Louis XII                                        | Château de Cambiac                                              | Cambiac                          | Inscrit MH (2001) · Notice no PA31000047                                           | XVe et XIXe siècles                                    | 43° 29′ 22″ N, 1° 47′ 27″ E |                       |
|                                                                       | Château de la Cassagnère                                        | Cugnaux                          |                                                                                    |                                                        |                             |                       |
| Motte castrale ou féodale · Forteresse, fort(ification) · Renaissance | Château de Castagnac                                            | Castagnac                        | Inscrit MH (2003) · Notice no PA31000058                                           | Moyen Âge, XVe et XVIe siècles, XVIIIe et XIXe siècles | 43° 13′ 57″ N, 1° 21′ 06″ E |                       |
|                                                                       | Château Catala                                                  | Saint-Orens-de-Gameville         |                                                                                    |                                                        |                             |                       |
| Néo-gothique                                                          | Château de Combemale                                            | Bagnères-de-Luchon               |                                                                                    | XIXe siècle                                            | 42° 46′ 55″ N, 0° 35′ 48″ E |                       |
|                                                                       | Château de Cornebarrieu                                         | Cornebarrieu                     |                                                                                    |                                                        |                             |                       |
|                                                                       | Château du Coustela                                             | Gratentour                       |                                                                                    |                                                        |                             |                       |
| Gothique (flamboyant) · Renaissance                                   | Château Doujat                                                  | Toulouse (Saint-Martin-du-Touch) | Site classé (1944)                                                                 | XVIe siècle                                            | 43° 36′ 39″ N, 1° 22′ 51″ E |                       |
| Renaissance                                                           | Château d'Empeaux                                               | Empeaux                          |                                                                                    | XVIe siècle                                            | 43° 31′ 48″ N, 1° 05′ 09″ E |                       |
|                                                                       | Château de Fonbeauzard                                          | Fonbeauzard                      |                                                                                    |                                                        |                             |                       |
|                                                                       | Château de Fourquevaux                                          | Fourquevaux                      |                                                                                    |                                                        |                             |                       |
|                                                                       | Château de Gagnac                                               | Gagnac-sur-Garonne               |                                                                                    |                                                        |                             |                       |
|                                                                       | Château de Galié                                                | Galié                            |                                                                                    |                                                        |                             |                       |
| Néo-classique                                                         | Château de la Garrigue                                          | Mervilla                         |                                                                                    | XIXe siècle                                            | 43° 30′ 31″ N, 1° 28′ 34″ E |                       |
|                                                                       | Château de Gensac-sur-Garonne                                   | Gensac-sur-Garonne               |                                                                                    |                                                        |                             |                       |
|                                                                       | Château de Gourdan-Polignan                                     | Gourdan-Polignan                 |                                                                                    |                                                        |                             |                       |
|                                                                       | Château de Grand Selve                                          | Toulouse                         |                                                                                    |                                                        |                             |                       |
|                                                                       | Château de Hautpoul                                             | Cugnaux                          |                                                                                    |                                                        |                             |                       |
| Château fort · Ruine ou disparu                                       | Château vieux d'Izaut-de-l'Hôtel                                | Izaut-de-l'Hôtel                 |                                                                                    | Moyen Âge                                              | 43° 01′ 17″ N, 0° 45′ 08″ E |                       |
| Maison (noble)                                                        | Château d'Izaut-de-l'Hôtel                                      | Izaut-de-l'Hôtel                 |                                                                                    | XIXe siècle                                            | 43° 01′ 01″ N, 0° 45′ 08″ E |                       |
|                                                                       | Château de Jean                                                 | Villariès                        |                                                                                    |                                                        |                             |                       |
|                                                                       | Château de Juzes                                                | Juzes                            |                                                                                    |                                                        |                             |                       |
|                                                                       | Château de Labastide-Paumès                                     | Labastide-Paumès                 |                                                                                    |                                                        |                             |                       |
|                                                                       | Château de Lacroix                                              | Lacroix-Falgarde                 |                                                                                    |                                                        |                             |                       |
|                                                                       | Château de Lafitte-Vigordane                                    | Lafitte-Vigordane                |                                                                                    |                                                        |                             |                       |
|                                                                       | Château Lafont                                                  | Bagnères-de-Luchon               |                                                                                    |                                                        |                             |                       |
|                                                                       | Château de Laran                                                | Cornebarrieu                     |                                                                                    |                                                        |                             |                       |
| Renaissance                                                           | Château de Laréole                                              | Laréole                          | Classé MH (1927, 1991, 1994) · Notice no PA00094362                                | XVIe et XVIIe siècles, XVIIIe et XIXe siècles          | 43° 44′ 10″ N, 1° 01′ 26″ E |                       |
| Classicisme, classique                                                | Château de Larra                                                | Larra                            | Inscrit MH (1993) · Notice no PA00125566 · Notice no IA31010096                    | XVIIIe siècle                                          | 43° 44′ 26″ N, 1° 13′ 35″ E |                       |
|                                                                       | Château de Larroque                                             | Larroque                         |                                                                                    |                                                        |                             |                       |
|                                                                       | Château de Latoue                                               | Latoue                           |                                                                                    |                                                        |                             |                       |
|                                                                       | Château de Launac                                               | Launac                           |                                                                                    |                                                        |                             |                       |
|                                                                       | Château de Launaguet                                            | Launaguet                        |                                                                                    |                                                        |                             |                       |
| Renaissance                                                           | Château de Loubens                                              | Loubens-Lauragais                | Inscrit MH (1991) · Classé MH (1995) · Notice no PA00094375                        | XVIe et XIXe siècles, visitable                        | 43° 34′ 24″ N, 1° 47′ 09″ E |                       |
|                                                                       | Le Pavillon Louis XVI                                           | Cugnaux                          |                                                                                    | Et son parc                                            |                             |                       |
|                                                                       | Château de Mascarville                                          | Mascarville                      |                                                                                    |                                                        |                             |                       |
|                                                                       | Château de Maurens                                              | Cugnaux                          |                                                                                    |                                                        |                             |                       |
| Classicisme, classique                                                | Château de Mervilla (Château Dubarry)                           | Mervilla                         |                                                                                    | XVIe et XVIIe siècles                                  | 43° 30′ 21″ N, 1° 28′ 41″ E |                       |
|                                                                       | Château de Merville                                             | Merville                         |                                                                                    |                                                        |                             |                       |
|                                                                       | Château de Montespan                                            | Montespan                        |                                                                                    |                                                        |                             |                       |
| Classicisme, classique                                                | Château de la Nine                                              | Boussan                          |                                                                                    |                                                        | 43° 14′ 24″ N, 0° 51′ 26″ E |                       |
|                                                                       | Château de Novital                                              | Gagnac-sur-Garonne               |                                                                                    |                                                        |                             |                       |
| Château fort                                                          | Château de Palaminy                                             | Palaminy                         | Inscrit MH (1988) · Notice no PA00094412                                           | Moyen Âge, XVIe et XVIIe siècles                       | 43° 12′ 08″ N, 1° 04′ 04″ E |                       |
| Renaissance                                                           | Château du Pastel                                               | Montesquieu-Lauragais            |                                                                                    | Mairie                                                 | 43° 25′ 02″ N, 1° 37′ 42″ E |                       |
|                                                                       | Château de Percin                                               | Seilh                            |                                                                                    |                                                        |                             |                       |
| Renaissance                                                           | Château de Pibrac                                               | Pibrac                           | Inscrit MH (1932) · Classé MH (1947) · Notice no PA00094418 · Notice no IA31010102 | XVIe et XIXe siècles                                   | 43° 37′ 09″ N, 1° 17′ 13″ E |                       |
|                                                                       | Château de Pontié                                               | Cornebarrieu                     |                                                                                    |                                                        |                             |                       |
|                                                                       | Château des Raspaud                                             | Colomiers                        |                                                                                    |                                                        |                             |                       |
|                                                                       | Château de Redon                                                | Lagardelle-sur-Lèze              |                                                                                    | XVIIIe siècle                                          |                             |                       |
|                                                                       | Château de la Renery                                            | Gratentour                       |                                                                                    |                                                        |                             |                       |
| Château fort · Classicisme, classique                                 | Château de Restinclières                                        | Prades-le-Lez                    |                                                                                    | Moyen Âge, XVIIe siècle                                | 43° 42′ 58″ N, 3° 51′ 33″ E |                       |
|                                                                       | Château de Reynerie                                             | Toulouse                         |                                                                                    |                                                        |                             |                       |
|                                                                       | Château de Rochemontès                                          | Seilh                            |                                                                                    |                                                        |                             |                       |
| Classicisme, classique                                                | Château de Roquelles                                            | Pinsaguel                        |                                                                                    | Moulin et château                                      |                             |                       |
|                                                                       | Château de Roquette                                             | Montesquieu-Lauragais            |                                                                                    |                                                        |                             |                       |
| Renaissance                                                           | Château de Rudelle                                              | Muret                            | Inscrit MH (1979) · Notice no PA00094404                                           | XVIe et XVIIe siècles                                  | 43° 27′ 07″ N, 1° 18′ 38″ E |                       |
|                                                                       | Château de Saint-Élix-le-Château                                | Saint-Élix-le-Château            |                                                                                    |                                                        |                             |                       |
|                                                                       | Château de Saint-Elix-Séglan                                    | Saint-Élix-Séglan                |                                                                                    |                                                        |                             |                       |
|                                                                       | Château de Saint-Félix-Lauragais                                | Saint-Félix-Lauragais            |                                                                                    |                                                        |                             |                       |
| Renaissance                                                           | Château de Saint-Jory                                           | Saint-Jory                       | Inscrit MH (1927) · Notice no PA00094463                                           | XVIe siècle                                            | 43° 44′ 37″ N, 1° 22′ 15″ E | Château de Saint-Jory |
| Renaissance                                                           | Château de Saint-Martory                                        | Saint-Martory                    | Inscrit MH (1993) · Notice no PA00125570                                           | XVIe siècle                                            | 43° 08′ 26″ N, 0° 55′ 38″ E |                       |
|                                                                       | Château de Saint-Paul-d'Oueil                                   | Saint-Paul-d'Oueil               |                                                                                    |                                                        |                             |                       |
|                                                                       | Château Sainte-Marie                                            | Longages                         |                                                                                    |                                                        |                             |                       |
|                                                                       | Château de La Salvetat-Saint-Gilles                             | La Salvetat-Saint-Gilles         |                                                                                    |                                                        |                             |                       |
|                                                                       | Château de Sarremezan                                           | Sarremezan                       |                                                                                    |                                                        |                             |                       |
| Classicisme, classique                                                | Château de Savères                                              | Savères                          | Inscrit MH (1927) · Notice no PA00094487                                           | XVIIe siècle                                           | 43° 22′ 16″ N, 1° 06′ 16″ E |                       |
|                                                                       | Château des Sœurs                                               | Lagardelle-sur-Lèze              |                                                                                    | XVIe siècle                                            |                             |                       |
| Classicisme, classique                                                | Château de Tilhol                                               | Pinsaguel                        |                                                                                    |                                                        | 43° 30′ 18″ N, 1° 23′ 14″ E |                       |
|                                                                       | Château de Tournefeuille                                        | Tournefeuille                    |                                                                                    |                                                        |                             |                       |
|                                                                       | Château de Vallègue                                             | Vallègue                         |                                                                                    |                                                        |                             |                       |
| Néo-Renaissance                                                       | Château de Valmirande                                           | Montréjeau                       | Classé MH (1992) · Notice no PA00094399                                            | XIXe et XXe siècles                                    | 43° 05′ 06″ N, 0° 32′ 25″ E |                       |
| Manoir, gentilhommière                                                | Manoir de Vaux                                                  | Vaux                             | Inscrit MH (1944) · Notice no PA00094652                                           | XVIIe siècle                                           | 43° 27′ 22″ N, 1° 50′ 12″ E |                       |
|                                                                       | Château de Vieillevigne                                         | Vieillevigne                     |                                                                                    |                                                        |                             |                       |
|                                                                       | Château du Vignaou                                              | Lagardelle-sur-Lèze              |                                                                                    | fin XVIIIe siècle rénové en 1998                       |                             |                       |
| Renaissance                                                           | Château de Villefranche                                         | Villeneuve-lès-Bouloc            | Inscrit MH (2005) · Notice no PA31000070                                           | XVIe et XVIIIe siècles, XIXe siècle                    | 43° 46′ 24″ N, 1° 23′ 15″ E |                       |